# Ричфилд (город, Миннесота)
Ри́чфилд (англ. Richfield) — город в округе Хеннепин, штат Миннесота, США. На площади 18,3 км² (17,9 км² — суша, 0,5 км² — вода), согласно переписи 2000 года, проживают 34 439 человек. Плотность населения составляет 1927,1 чел./км².
- Телефонный код города — 612
- Почтовый индекс — 55423
- FIPS-код города — 27-54214[1]
- GNIS-идентификатор — 0650061[2]